# 吴基传
吴基传（1937年10月—），男，湖南常宁人，中华人民共和国政治人物、电信学家。

## 生平
1937年10月，出生于湖南省常宁县山村，父母靠务农为生，因家庭贫困，只读了3年小学便直接考上初中。1956年，考入北京邮电学院有线电通信工程系。1959年毕业后留校任数学教研组助教。1960年7月，加入中国共产党。1960年至1962年，到北京大学无线电系学习。1965年9月至1973年6月，任邮电部供应局技术员，国家电信总局后勤处器材科技术员。1973年6月至1982年6月，任邮电部物资局设备处负责人、处长。1982年6月至1984年10月，任邮电部物资局副局长、计划局副局长。
1982年到中央党校培训班学习一年。1984年，被越级提拔为中华人民共和国邮电部副部长、党组成员兼部直属机关党委书记。1990年至1993年初，任中共河南省委副书记兼省委党校校长，负责党务和组织人事工作。1993年，任中国邮电部副部长；同年三月，升任中华人民共和国邮电部部长。1997年9月，在中共十五大上当选为中央委员。1998年3月，原邮电部和中华人民共和国电子工业部合并重组成新的中华人民共和国信息产业部，他出任信息产业部部长。任内组织领导了中国电信行业改革，将原来独家垄断的中国电信根据移动、固网、传呼、卫星行业一拆为四。2001年12月，再次对整个电信运营重新布局，将中国电信分拆为中国电信集团公司和中国网络通信集团，使中国电信运营商出现了中国电信、中国网通、中国移动、中国联通、中国铁通和中国卫星通信集团六家营运商共存的局面。
为了适应中国加入世贸组织形势，信息产业部在拟定《电信管理条例》的基础上，进一步制定了《中华人民共和国电信法》。并在任内，促使中国成为全球第一大电话网。2003年3月至2008年3月，出任全国人大常委会委员、科教文卫委员会副主任委员。